# Водное поло на летней Универсиаде 1993
Ватерпольный турнир на летней Универсиаде 1993 проходил в Баффало (США). Соревновались мужские сборные команды. Чемпионом Универсиады второй раз стала подряд сборная США.

## Медальный зачёт
| Место | Страна  | Золото | Серебро | Бронза | Всего |
| ----- | ------- | ------ | ------- | ------ | ----- |
| 1     | США     | 1      | 0       | 0      | 1     |
| 2     | Венгрия | 0      | 1       | 0      | 1     |
| 3     | Италия  | 0      | 0       | 1      | 1     |

| Чемпион Универсиады по водному поло 1993 |
| ---------------------------------------- |
| США Третий титул                         |

## Составы призёров
| Дисциплина                             | Золото | Серебро | Бронза |
| Водное поло на летней Универсиаде 1993 | США Луис Николоу Тони Барнс Алекс Аста Стив Гилл Дэн Хаккетт Крис Келлерман Шон Нолан Марк Хант Крис Валлин Вульф Виго Майк Берк Тодд Хосмер Хосе Сантьяго | Венгрия Тибор Торок Габор Сабо Кальман Тот Роберт Ловани Тибор Парди Ференц Березвай Ондраш Гал Золтан Сабо Шандор Шугар Ондраш Бене Дьёрдь Марковиц Золтан Подхански Ласло Юкути | Италия Клаудио Каорси Массимо Кастеллани Алессандро Кристилли Даниэле Дани Симоне Феоли Лука Джустолизи Лоренцо Ланци Марио Марсили Бруно Пароди Антонио Пиччионе Лука Раналли Паоло Дзидзо Андрия Стелла |

## Ссылка
- Universiade water polo medalists on HickokSports (англ.)